# A Brixton Tale

A Brixton Tale est un film britannique réalisé par Darragh Carey et Bertrand Desrochers, sorti en 2021.

## Synopsis
Le youtubeur Leah choisit un jeune homme timide, Benji, comme sujet de son prochain documentaire. Ils tombent rapidement amoureux.

## Fiche technique
- Titre : A Brixton Tale
- Réalisation : Darragh Carey et Bertrand Desrochers
- Scénario : Rupert Baynham, Chi Mai et Darragh Carey
- Musique : Peter Venne
- Photographie : Kristof Brandl
- Montage : Derek Holland
- Production : Rupert Baynham, Darragh Carey, Greer Ellison, Sam Marriott et Beau Rambaut
- Sociétés de production : BWGTBLD, Paradox House, Reprobate Films et The Damned Crew
- Pays : Royaume-Uni
- Genre : Drame romantique, Thriller
- Durée : 76 minutes
- Dates de sortie : Royaume-Uni : 17 septembre 2021

## Distribution
- Barney Harris : Charles
- Lily Newmark : Leah
- Michael Maloney : Simon
- Jaime Winstone : Tilda
- Lee Nicholas Harris : Stuart
- Ania Nova : un ami de Benji
- Ola Orebiyi : Benji
- Karen Ascoe : Suzanne